# Bacchus-arrest
Het arrest Café Bacchus of kortweg Bacchus-arrest (HR 08 mei 2001, NJ 2001/480) is een arrest van de Nederlandse Hoge Raad dat betrekking heeft op voorwaardelijk opzet van een medepleger.

## Casus
Twee broers F. en Z. en een zwager worden uit café Bacchus gezet. Op de zolder van Exile, de coffeeshop van Z., pakt Z. een pistool, dat F. weer van Z. afpakt. Vervolgens gaan ze terug naar Bacchus om zich opnieuw toegang te verschaffen. Wanneer dit ook met heftig verbaal en lichamelijk geweld niet lukt, schiet F. van buiten af op een portier die hij door een ruitje ziet. De portier wordt niet geraakt, maar wel drie anderen. Twee meisjes overlijden en één meisje raakt zwaargewond.

## Rechtsvraag
Verdachte Z. heeft niet zelf geschoten. Is hij schuldig is aan het medeplegen van doodslag op de meisjes? (Ja.)

## Procesgang
In deze strafzaak gaat het om broer Z. Hij heeft zelf niet geschoten, maar hem wordt het medeplegen van doodslag ten laste gelegd. Het gerechtshof te 's-Gravenhage veroordeelt hem in hoger beroep tot zestien jaar gevangenisstraf. Het cassatieberoep van Z. bij de Hoge Raad wordt verworpen.

### Hoge Raad
De Hoge Raad oordeelt:

8.3 (...) verdachte [heeft] er van moeten uitgaan dat de broer van verdachte het pistool nog bij zich had toen verdachte, zijn broer en diens zwager bij Bacchus aankwamen en daar (weer) naar binnen wilden.
 8.4 Ter uitvoering van het plan Bacchus (weer) binnen te komen hebben verdachte, zijn broer en diens zwager tezamen heftig verbaal en lichamelijk geweld ontwikkeld, hoewel zij bemerkten dat de portiers die zij aan de andere kant van de buitendeur van Bacchus wisten, hen de toegang beletten, en die portiers uitgedaagd hen binnen te laten. Door aldus te handelen heeft verdachte de aanmerkelijke kans aanvaard dat zijn broer hun gemeenschappelijk verlangen Bacchus binnen te komen kracht zou bij zetten door te schieten op de portier die deze door het ruitje in de deur van Bacchus zag. Voorts heeft verdachte zich tijdens voornoemd aan het schieten voorafgaand geweld op geen enkele wijze van dat geweld gedistantieerd, hoewel hij daartoe in de gelegenheid is geweest.
 8.5 Gelet op het voorafgaande heeft de verdachte te gelden als mededader van het afvuren van de kogels door de broer van de verdachte.
8.6 (...) het was (...) te verwachten dat zich achter de buitendeur ook andere personen zouden kunnen bevinden dan een of meer portiers. Daardoor hebben verdachte en zijn broer willens en wetens de aanmerkelijke kans aanvaard en op de koop toegenomen dat de afgevuurde schoten die andere personen zouden kunnen raken en dat die andere personen daarbij gedood zouden kunnen worden.

## Belang
In het Bacchus-arrest zijn de leerstukken van medeplegen en voorwaardelijk opzet beide aan de orde. Voor het medeplegen is met name van belang dat er sprake is geweest van het gezamenlijke voornemen en pogen om het café desnoods met geweld weer binnen te komen. Ook is van belang dat verdachte wist dat zijn broer zou kunnen gaan schieten, dat niet heeft geprobeerd te voorkomen en zich daar ook niet van gedistantieerd heeft.

De criteria voor voorwaardelijk opzet worden door de Hoge Raad tweemaal gehanteerd. Allereerst heeft Z. de aanmerkelijke kans aanvaard dat zijn broer zou gaan schieten. Daarnaast hebben verdachte en zijn broer met het schieten de aanmerkelijke kans aanvaard en op de koop toegenomen dat de afgevuurde schoten andere personen zouden raken en doden.